# リピト・イシュタル法典
リピト・イシュタル法典（リピト・イシュタルほうてん）は、古代メソポタミア、イシン第1王朝の第5代王リピト・イシュタルによって制定されたシュメール語の法典である。ニップル市を中心とした地域から断片が発見されており、その断片を集めて復元されている。
前文、本文、後文という構成をとっている。この構成は後代のハンムラビ法典と同じであり、何らかの関係があるという説もある。前文では、アン神とエンリル神によってイシン市の都市神ニンイシンナ神に王権が与えられ、その支持の下でリピト・イシュタルが権力を行使していることを宣言している。
欠損が多く内容がはっきりしない条文も多いが、基本的には奴隷、租税、婚姻、相続、牛の賃借について、金銭上のことが規定されている他、逃亡奴隷の扱いや土地の管理、処女性の保護などが書かれている。
後文では太陽神ウトゥ（アッカド語:シャマシュ）に従って公正な判決をもたらしたということが宣言されている。太陽の神と法典を関連付ける考え方もハンムラビ法典と類似する。
同時代の他国の法典がアッカド語を用いて表記されているのに対し、リピト・イシュタル法典がシュメール語を用いて表記されているのは、ウル第3王朝の後継者意識がとりわけ強かったイシン第1王朝の政治的立場を今に伝えるものである。
世界最古の法典であるウル・ナンム法典に次ぐ、現存する２番目に古い法典である。

## 条文
- 1条 - 3条
- 4条 - 5条：傭船に関すること。
- 6条
- 7条 - 11条：果樹園に関すること。
- 12条 - 17条：奴隷に関すること。
- 18条 - 19条：租税の滞納に関すること。
- 20条 - 33条：相続と結婚に関すること。
- 34条 - 38条：牛の貸借に関すること。